# برب

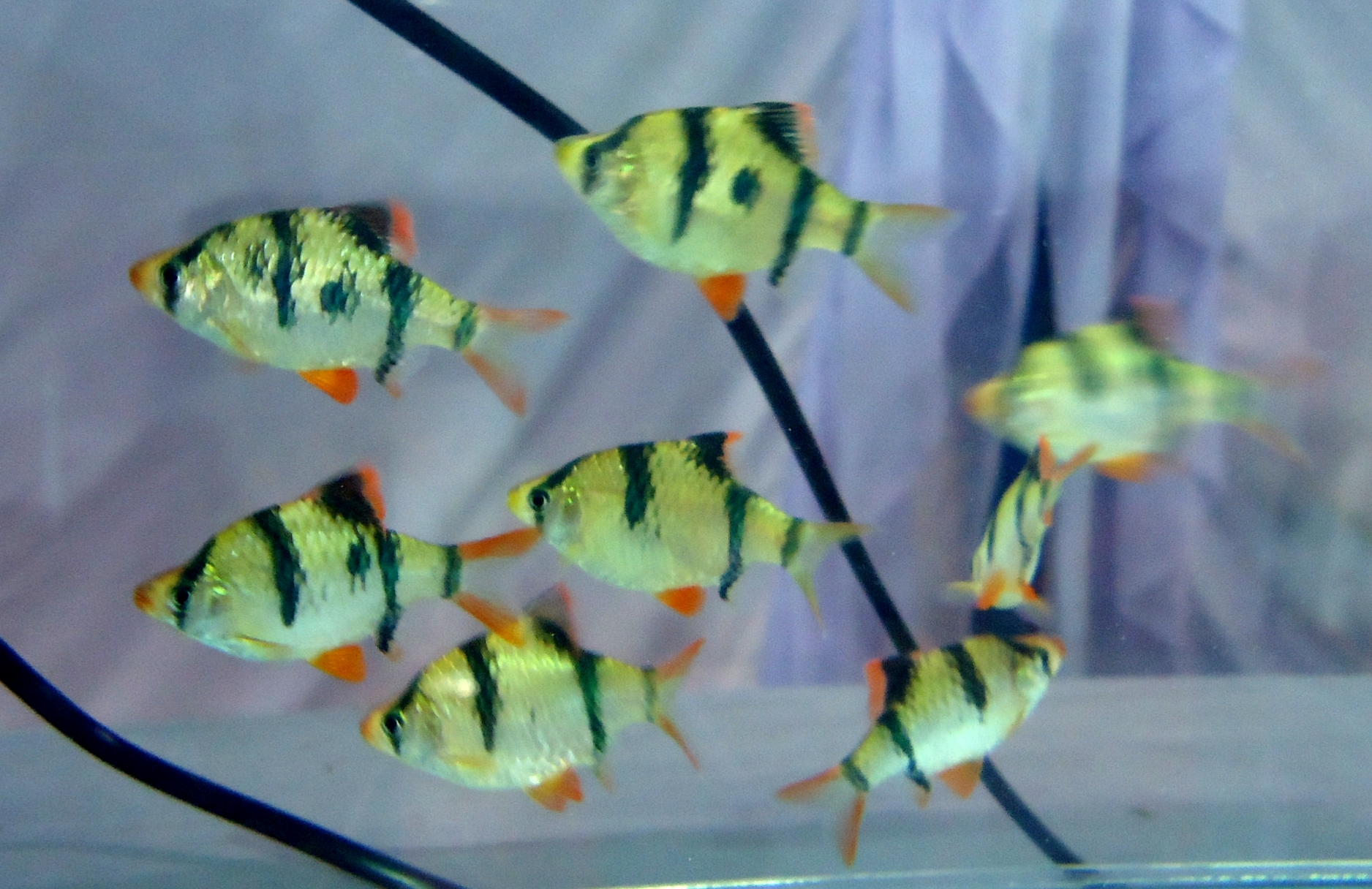
سمك البرب الببري

البَرب (بالإنجليزية: Barb) هو اسم يطلق على العديد من أنواع الأسماك المختلفة الشعاعية الزعانف في مجموعة غير تطورية، وينتمي أفرادها إلى الفصيلة الشبوطية وخاصةً جِنْسَي البرب والبنطوس، ولكن ثمة العديد من الأنواع الأخرى أيضاً. البرب هو سمك زينة ينتشر في آسيا وأفريقيا وأوروبا وأمريكا الشمالية، وهو مسالم ويعيش مع جميع الأسماك حتى الأصغر منها إلا في بعض الحالات.

## من أنواع البارب
- تيكتو بارب، Puntius ticto، (بالإنجليزية: Ticto barb)
- بنطوس قازب، Puntius amphibius، (بالإنجليزية: scarlet-banded barb)
- روزي بارب، Puntius conchonius، (بالإنجليزية: Rosy barb)
- ويت كلود مونتان، Tanichthys albonubes، (بالإنجليزية: White Cloud Mountain minnow)
- تنفويل بارب، Barbonymus schwanenfeldii، (بالإنجليزية: Tinfoil barb)
- باريس أريولس، Puntius arulius، (بالإنجليزية: Arulius barb)
- بنطوس كرزي، Puntius titteya، (بالإنجليزية: Cherry barb)
- بنطوس ببري، Puntius tetrazona، (بالإنجليزية: Tiger barb)
- بارب الدما، Puntius oligolepis، (بالإنجليزية: Checker barb)
- حرف تي بارب، Puntius lateristriga، (بالإنجليزية: Spanner barb)
- بارب صاحب الست خطوط، Barbus fasciolatus، (بالإنجليزية: African Banded Barb)
- بارب أسود، Puntius nigrofasciatus، (بالإنجليزية: Black ruby barb)
- كلون بارب، Puntius everetti، (بالإنجليزية: clown barb)
- جولدن بارب، Puntius gelius، (بالإنجليزية: Golden barb)
- جرين تايجر، Puntius semifasciolatus، (بالإنجليزية: Green Barb)